# Primærrute 21
Primærrute 21 er en hovedvej, der går fra København til Randers.
Primærrute 21 starter fra Ring 2 i Valby. Strækningen fra København til Holbæk er også kendt som Holbækmotorvejen. Primærrute 21 passerer Roskilde og Holbæk. Vest for Holbæk slutter motorvejen og fortsætter som en 2+1 sporet motortrafikvej op gennem Odsherred til Lumsås, hvor den derefter forsætter som almindelig hovedlandevej og stopper på den sjællandske side ved Odden Færgehavn. 
Ruten fortsætter fra Ebeltoft Færgehavn gennem Ebeltoft til Tirstrup nær Århus Lufthavn hvor den løber sammen med Primærrute 15 mod vest til afkørslen ved Følle. Herfra går primærrute 21 mod nord gennem Mørke fortsætter over Djursland for at slutte ved mødet med Primærrute 16 øst for Randers.
Rute 21 har en længde på ca. 165 km.